# Spiniderolus parus
Spiniderolus parus är en skalbaggsart som först beskrevs av Jordan 1903.  Spiniderolus parus ingår i släktet Spiniderolus och familjen långhorningar.
Artens utbredningsområde är:
- Angola.
- Ghana.
- Liberia.
- Zimbabwe.

Inga underarter finns listade i Catalogue of Life.